# سيرجيو بينتو

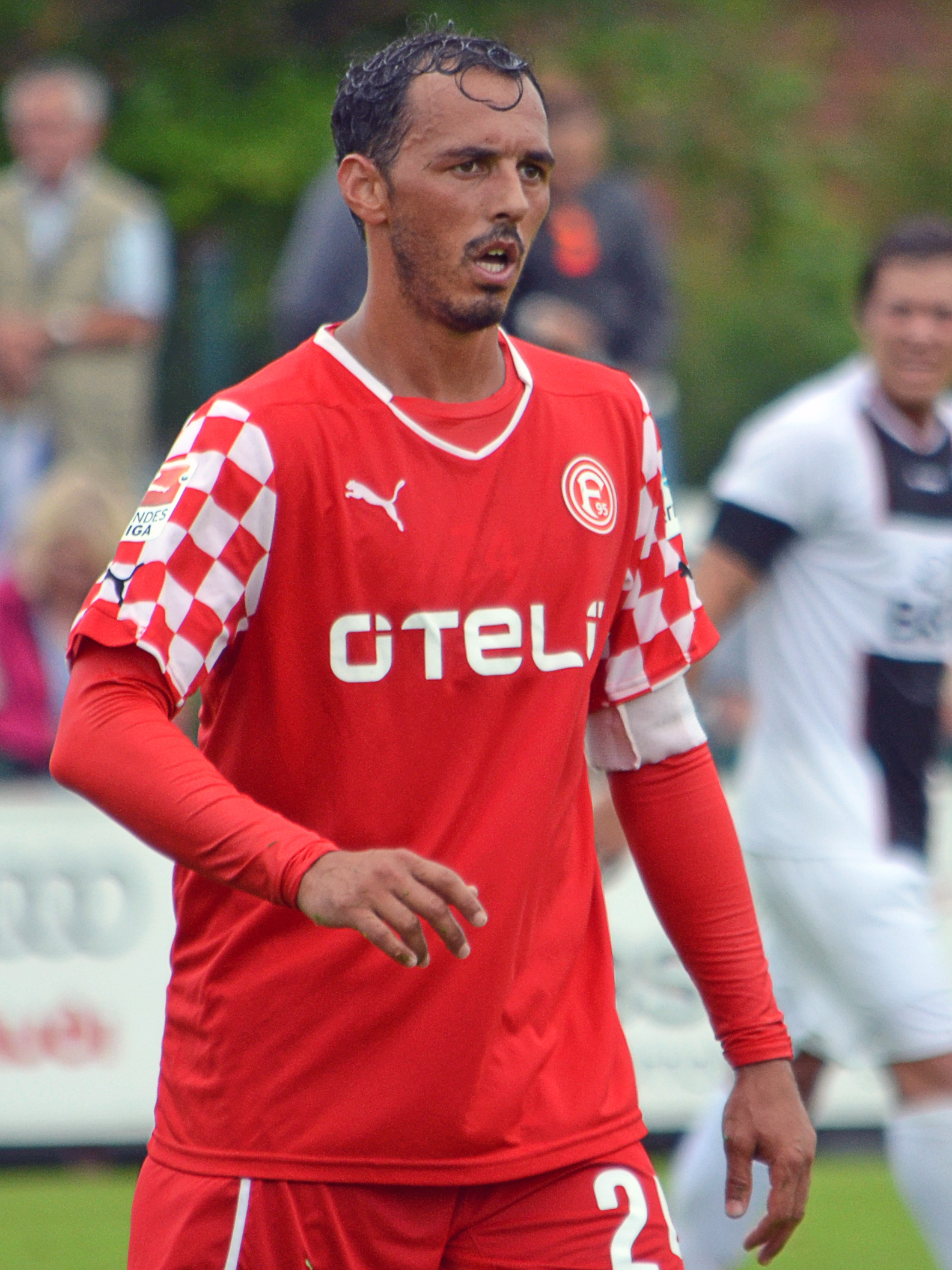

سيرجيو بينتو (بالألمانية: Sérgio da Silva Pinto)‏ (مواليد 16 أكتوبر 1980 في فيلا نوفا دي غايا - البرتغال) لاعب كرة قدم برتغالي يلعب حاليا لصالح نادي الدرجة الأولى هانوفر الألماني منذ 2007 في مركز الوسط المحوري . .

## روابط خارجية
- سيرجيو بينتو على موقع قاعدة بيانات كرة القدم.إي يو (الإنجليزية)
- سيرجيو بينتو على موقع بيانات كرة القدم. دي إي (الألمانية)
- سيرجيو بينتو على موقع Soccerway.com (الإنجليزية)
- سيرجيو بينتو على موقع عالم كرة القدم.نت (الإنجليزية)
- سيرجيو بينتو على موقع كووورة
- سيرجيو بينتو على موقع AS.com (الإسبانية)